# Armodafinil
Armodafinilul (cu denumirea comercială Nuvigil, printre altele) este un medicament stimulant utilizat în tratamentul apneei obstructive de somn și al narcolepsiei. Calea de administrare disponibilă este cea orală. Este un compus enentiopur, fiind enantiomerul (R)-(−) al modafinilului, adică (R)-modafinil. A fost aprobat pentru uz medical în Statele Unite ale Americii în anul 2007.